# Замок Кнокграффан

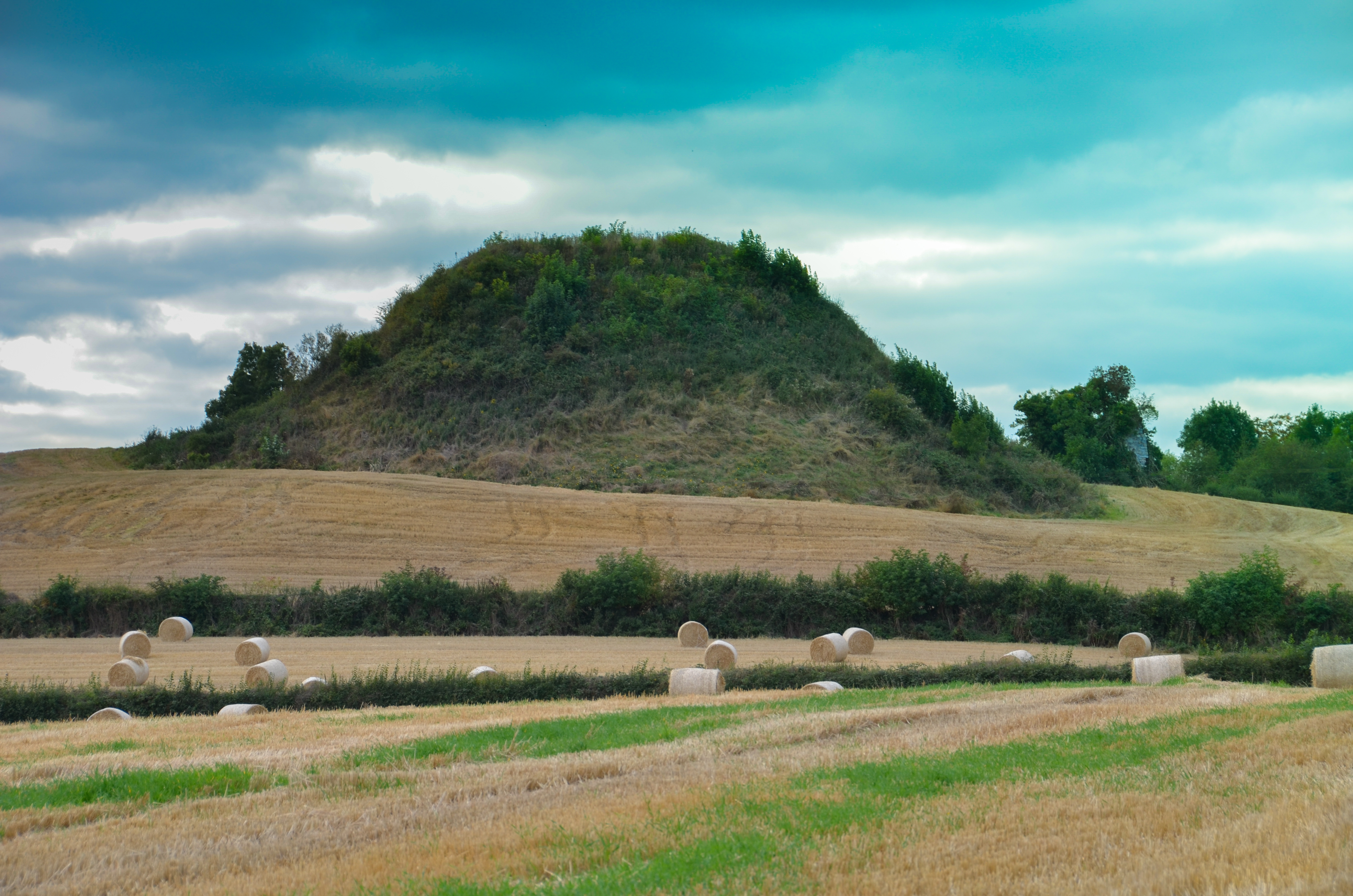
Пагорб Кнограффон.

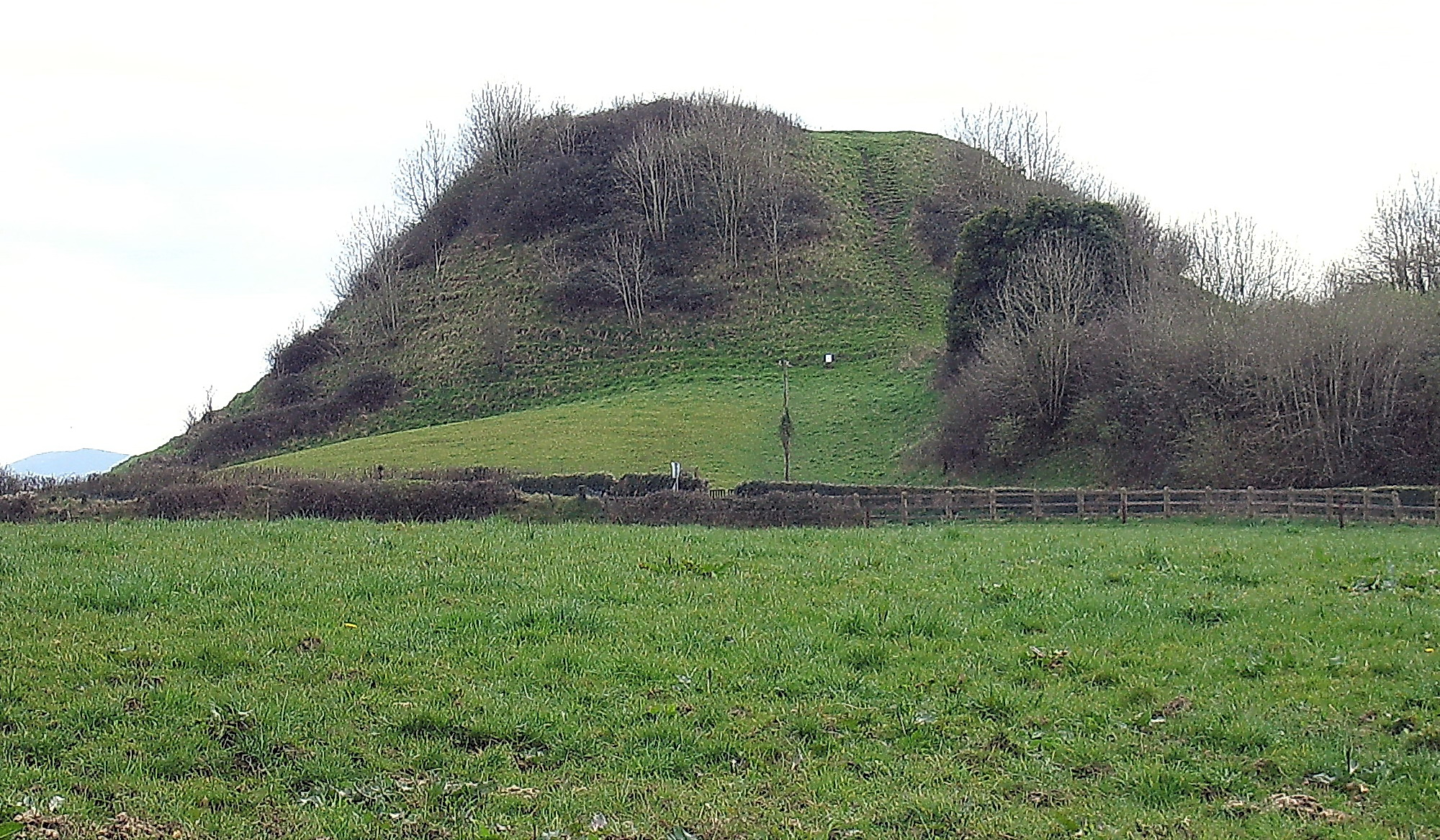
Пагорб Кнограффон.

Замок Кнокграффон (англ. Knockgraffon Castle, ірл. Cnoc Rafann, Cnoc Rath Fionn) — замок Нокграффон, замок Кнок Рафанн, замок Кнок Рах Фьонн, замок Пагорбу Світла — один із замків Ірландії, розташований в графстві Тіпперері, біля одноіменного селища. Зберігся пагорб, на якому був побудований найбільш давній замок Кнокграффон, що був побудований в стилі «мотт-і-бейлі» (дерев'яний замок на штучному пагорбі, що оточений ровом) в ХІІ столітті та поруч руїни замку XVI століття.

## Історія замку Кнокграффон
До англо-норманського завоювання Ірландії на місці замку Кнокграффон була давня фортеця, що мала сакральне значення в Ірландії — тут коронувалися королі Манстера (Муму) — одного з королівств Ірландії. Давня назва цієї фортеці — Рах Фіонн — Фортеця Світла. Судячи по давнім ірландським літописам тут була резиденція короля Манстера Фінгена мак Едо Дуйба (ірл. — Fíngen mac Áedo Duib) (помер в 618 році), що належав до клану Еогнахта. Після його смерті трон Манстера успадкував його молодший брат Фальбе Фланн мак Едо Дуйб (ірл. — Faílbe Flann mac Áedo Duib). Його нащадки були відомі як клан Кенел Фінгін (ірл. — Cenél Fíngin), що потім утворив клани О'Саліван та Мак Гіллікуді. Після смерті Фланн мак Едо Дуйба його дружина Мор Муман одружилася вдруге і владу над королівством успадкували сини від її другого шлюбу, зокрема до Кахала Ку-кен-махайра (ірл. — Cathal Cú-cen-máthair). Після цього клан О'Салліван успадкував землі Кнокграффон, де вони мали свою резиденцію. Крім цих земель клан О'Салліван володів землями Клонмель, Кахір, Каррік-он-Суїр, Кашель. Зберігся вірш написаний біля 1400 року, що оспівував ті події: «Клан О'Саліван, що не радий був насильству, панував над Еогнахта в Манстері, володів широкими землями Кнокграффон, здобутий ними перемогами в битвах…»
Після завоювання Ірландії англо-норманськими феодалами в 1169 році клан О'Саліван чинив опір загарбникам і не визнав їх влади, володів незалежним королівством Еогнахта, що було незалежним не тільки від короля Англії, але і від ірландського королівства Манстер (Муму), яким володів клан Мак Карті Мор. Але в 1192 році клан О'Саліван отримав поразку від англо-норманських феодалів і змушений був віддати їм свої землі. Люди клану О'Саліван переселились на пагорби нинішніх графств Корк та Керрі. Англо-норманські феодали захопивши ці землі збудували замок на священному для ірландців пагорбі Рах Фіонн. Спочатку дерев'яний, а потім кам'яний. Дональд Мор — вождь клану О'Саліван був вбитий під час конфлікту з кланом Мак Карті Мор у 1214 році. Землі клану Еогнахта потрапили від владу королівства Манстер і королів з роду Фінген.
Перший норманський замок Кнокграффон був побудований тут в 1192 році англо-норманськими завойовниками Ірландії під час війни з ірландським кланом О'Салліван, якому належали ці землі. Англо-норманське військо вирушило з Лейнстеру в похід проти вождя клану О'Салівн Донала Мора, що чинив запеклий опір загарбникам. Землі біля річки Суїр були захоплені і на них був побудований замок Кнокграффон. Ці землі були «даровані» королем Англії Вільяму де Брузу — ІІІ лорду Брамбер. Але потім ці землі і замок в нього були конфісковані і продані королем Англії Джоном Безземельним феодалу Філіпу Ворчестерському (помер в 1215 або в 1220 році) за 5000 марок у 1200 році. За ці гроші були продані усі землі Філіпа Вустера та Теобальда Вальтера Нена, якими вони володіли в Ірландії. Однак Філіп Вустер повернув частину своїх земель війною, а Теобальд купив свої землі назад за 500 марок. Війна Філіпа, очевидно, була досить успішною, тому що в серпні 1202 році йому було наказано здати замки, в тому числі замок Кнокграффон та інші замки і землі, «які король нещодавно йому дарував». Імовірно, замок і землі були повернені Філіпу при падінні замку Брауз в Ірландії в 1210 році, але лише 6 липня 1215 року король наказав віддати землі нинішнього графства Тіпперарі, включаючи замок Кнокграффон.
У 1214 році дочка Філіпа — Фелісія Вустер вийшла заміж за валійського маршала Джеффрі Камвіля (помер у 1219 році) — лорда Лланстефана. Він заснував Августинський монастир у землях Кахір. Зазвичай замок і абатство були одним володінням. Але землі Кнокграффон і Кахір були окремими володіннями — Кнокграффон був володінням абата, а Кахір — володінням дочки та зятя Філіпа. Можливо, що Джеффрі та Фелісія одружилися не в 1214 році, а, імовірно, ще в 1200 році. Це можна припустити, оскільки Джеффрі був володарем Кахіра на межі століть. 21 квітня 1225 року Вільям Ворчестер сперечався з королем Генріхом III за володіння, що включали 4 замки і в свій час належали його дядькові — Філіпу Вустеру.
Про спорудження замку Кнокграффон англо-норманськими феодалами під час війни з Доналом Мором згадується в «Літописі чорирьох Майстрів». Біля замку в ХІІІ столітті була збудована церква від якої нині лишилися тільки руїни. У XVI столітті феодали Батлери поруч був збудували новий замок Кнокграффон, від старого замку лишився тільки пагорб на якому він стояв.
Біля замку було споруджене селище, яке довгий час було населеним і важливим у житті краю. У 1610 році видатний історик Ірландії Джефрі Кіттінг був призначений парафіяльним священиком селища Кнокграффон. Але в XVIII столітті селище занепало і перетворилося на пустку.
У 1998 році пагорб давнього замку Кнокграффон був придбаний людиною з клану О'Саліван — Гері Браян О'Саліван (з Стейтсборо, штат Джорджія, США). Вперше за 800 років пагорб старого замку Кнокграффон повернувся в володіння клану О'Саліван.